# OSS 117 : Rio ne répond plus
Pour les articles homonymes, voir OSS 117 (homonymie).
Série OSS 117
OSS 117 : Le Caire, nid d'espions
(2006) OSS 117 : Alerte rouge en Afrique noire
(2021)
Pour plus de détails, voir Fiche technique et Distribution.
OSS 117 : Rio ne répond plus est une comédie d'espionnage française réalisé par Michel Hazanavicius et sorti en 2009.  Il est le deuxième volet de la trilogie débutée avec OSS 117 : Le Caire, nid d'espions (2006). Un troisième opus, OSS 117 : Alerte rouge en Afrique noire est sorti en 2021.
Comme le premier volet (OSS 117 : Le Caire, nid d'espions), le film est inspiré des romans OSS 117 écrits par Jean Bruce. Ces romans portent sur la vie d'un espion américain d'origine française du nom d'Hubert Bonisseur de La Bath, qui travaille pour l'OSS, une agence de renseignement du gouvernement des États-Unis (qui fut réellement fonctionnelle entre 1942 et 1945). Et comme dans le premier volet, l'humour est basé en partie sur les préjugés du personnage principal, notamment cette fois-ci sur ses maladresses face aux Juifs et aux Allemands. Comme le premier film, il est grandement apprécié pour sa réalisation, son humour, ses dialogues, ses jeux d'acteurs et son style visuel d'époque.

## Synopsis
En 1967 à Gstaad, une petite station de sports d'hiver dans le Canton de Berne en Suisse. Douze ans ont passé depuis la mission au Caire. OSS 117 y est en paisible villégiature lorsqu'il est confronté à des gangsters chinois qu'il abat les uns après les autres.
Hubert Bonisseur de La Bath, agent secret français du SDECE, désormais au service de la Cinquième République française dirigée par le général de Gaulle et son Premier ministre Georges Pompidou, reçoit l'ordre de son supérieur Armand Lesignac de se rendre à Rio de Janeiro où il doit racheter un microfilm contenant une liste d'anciens collaborateurs français durant la Seconde Guerre mondiale, détenu par un ancien dignitaire nazi. Au cours de sa mission, il attire l'attention du Mossad, les services secrets israéliens.

## Fiche technique
- Titre original : OSS 117 : Rio ne répond plus
- Réalisation : Michel Hazanavicius, assisté de Pascal Deux
- Scénario : Michel Hazanavicius et Jean-François Halin, d'après les romans de Jean Bruce
- Dialogues : Jean-François Halin et Michel Hazanavicius
- Musique : Ludovic Bource
- Montage : Reynald Bertrand
- Photographie : Guillaume Schiffman
- Costumes : Charlotte David
- Décors : Maamar Ech-Cheikh
- Son : Gérard Lamps et Nadine Muse
- Effets visuels : Laurent Brett
- Storyboard : Pierre-Emmanuel Chatiliez
- Production : Éric et Nicolas Altmayer, Clara Machado
- Sociétés de production : Mandarin Films, Gaumont et M6 Films
- Société de distribution : Gaumont (France)
- Budget : 22 millions d'euros
- Pays de production :  France
- Langues originales : français, hébreu, portugais
- Format : couleur — 35 mm — CinemaScope
- Genre : comédie policière, espionnage, action
- Durée : 100 minutes
- Date de sortie :
  - France, Belgique : 15 avril 2009

## Distribution

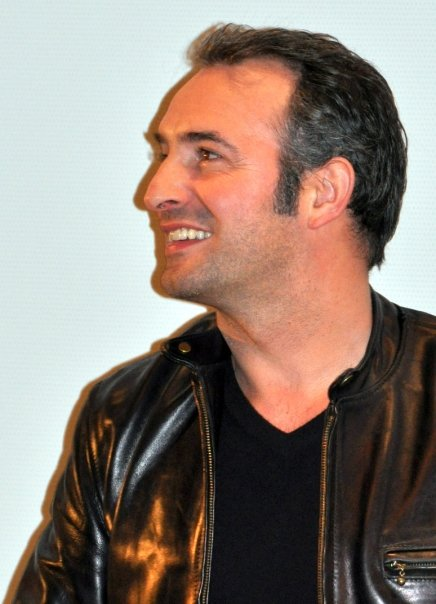
Jean Dujardin à une avant-première du film.

- Jean Dujardin : Hubert Bonisseur de La Bath / OSS 117
- Louise Monot : Dolorès Koulechov
- Rüdiger Vogler : Von Zimmel
- Alex Lutz : Heinrich /  Friedrich Von Zimmel
- Reem Kherici : Carlotta / Fräulein Frieda
- Pierre Bellemare : Armand Lesignac
- Ken Samuels : William « Bill » Trumendous
- Serge Hazanavicius : Staman
- Laurent Capelluto : Kutner
- Cirillo Luna : le hippie à la pomme d'amour
- Moon Dailly : la comtesse
- Walter Shnorkell : Fayolle
- Philippe Hérisson : Mayeux
- Nicky Marbot : Castaing
- Christelle Cornil : Mlle Ledentu
- Vincent Haquin : Blue Devil
- Alexandre Goncalves : Blue Devil
- Adriana Sallès : Maria-Joa, l'infirmière
- Joseph Chanet : le Chinois à la CIA
- Patrick Vo : le Chinois pilote
- Franck Beckmann : un Allemand
- Jean-Claude Tran : un Chinois à l'hôtel
- Yin Bing : un Chinois à l'hôtel
- Jean-Louis Barcelona : Pichard
- Guillaume Schiffman : le militaire israélien
- Ludovic Bource : le chef d'orchestre
- Laurent Larrieu : un homme de main de Von Zimmel

## Production

### Attribution des rôles
Comme dans le précédent opus, certains acteurs choisis pour jouer des étrangers le sont réellement ; ainsi le Chinois conduisant OSS 117 au début du film est joué par un Brésilien d'origine asiatique ne parlant pas français, et qui a dû imiter le français avec l'accent chinois.
Claude Brosset étant décédé, Pierre Bellemare reprend le rôle d'Armand Lesignac, le supérieur d'OSS 117. Alors que dans le premier film leur rencontre au début et à la fin de l'histoire avaient lieu dans un café parisien, ils se retrouvent cette fois-ci dans le bureau de Lesignac, au siège du SDECE. Il est de plus le seul personnage du premier volet, en dehors d'OSS 117 lui-même, repris dans ce second opus.

### Tournage
Le tournage débute en mars 2008. Il a lieu à Paris et au Brésil, notamment à Brasilia, Rio de Janeiro et à Foz do Iguaçu dans l’État du Paraná. Les scènes en studio sont réalisées dans les studios d'Arpajon dans l'Essonne.
Pour recréer l'univers des années 1960, l'équipe de Michel Hazanavicius utilise à peu près les mêmes méthodes que pour leur premier  film, c'est-à-dire l'utilisation de vieux projecteurs, d'effets spéciaux datés, de décors et costumes vraiment fidèles à ceux de l'époque, mouvements de caméra très simplifiés, etc. Ces effets ont donc été réemployés ici, et même poussés plus loin, mais d'autres ont aussi été rajoutés. Ainsi, pour créer des ambiances « pop », des lumières rouges ont souvent été utilisées sans vraiment de justification précise.

## Accueil

### Box-office
| Semaine du           | France    | France    | France |
| Semaine du           | Entrées   | Cumul     |        |
| -------------------- | --------- | --------- | ------ |
| 15 avril au 21 avril | 1 090 269 | 1 090 269 |        |
| 22 avril au 28 avril | 593 780   | 1 684 049 |        |
| 29 avril au 5 mai    | 332 172   | 2 016 221 |        |
| 6 mai au 12 mai      | 233 180   | 2 249 401 |        |
| 13 mai au 19 mai     | 136 019   | 2 385 420 |        |
| 20 mai au 26 mai     | 67 516    | 2 452 936 |        |
| 27 mai au 2 juin     | 33 306    | 2 486 242 |        |

Le film démarre fortement la première semaine avec 1 090 269 entrées puis l'attrait du film chute de moitié dès la deuxième semaine pour atteindre les 2,3 millions de spectateurs après un mois en salle.
Il se classe néanmoins début juin à la huitième place du box-office 2009, et attire 260 000 spectateurs de plus qu'OSS 117 : Le Caire, nid d'espions.

## Hommage aux années 1950-1960
De manière générale, ce film s'inspire de nombre de films des années 1950-1960, et plus largement de tout l'univers de cette période.

### Parodies et références
De nombreuses scènes du film sont un clin d'œil ou un hommage à d'autres films, ou à la propre culture personnelle et cinématographique de Michel Hazanavicius :
- Lors de l'arrivée d'OSS 117 dans les locaux des services secrets, tous les noms prononcés sont les noms de personnes de l'entourage de Michel Hazanavicius et notamment ses anciens professeurs au Lycée Jacques-Decour à Paris que le réalisateur a fréquenté de 1979 à 1983 [réf. nécessaire].
- L'aéroport de Rio apparaissant dans le film est un parc des expositions près de Rio au Brésil, redécoré pour l'occasion et toujours dans le style des années 1960-1970 par le décorateur Maamar Ech-Cheikh. L'enseigne du Copacabana Palace, véritable hôtel qui a été utilisé dans nombre de films, a été rajoutée par l'équipe chargée des effets spéciaux numériques.
- La scène du film dans laquelle OSS 117 se remémore l'accident de trapèze qu'il avait causé est un hommage au film L'Idole d'Acapulco de Richard Thorpe avec notamment Elvis Presley. Des images de ce film ont d'ailleurs été réutilisées ici (par exemple les images des spectateurs choqués).
- L'adjectif « inexpugnable » utilisé par OSS 117 pour qualifier la beauté de Carlotta dans la scène suivante est emprunté à une réplique du film Le Colosse de Rhodes de Sergio Leone. La scène suivante, dans laquelle OSS 117 et Carlotta se retrouvent dans une chambre d'hôtel, est une copie conforme d'un décor brésilien où le réalisateur aurait aimé tourner et que l'équipe de décorateurs a reproduit en studio, à Arpajon. OSS 117 porte à ce moment-là un peignoir rendant hommage à celui de Sean Connery dans Goldfinger. Dans la scène suivante, OSS 117 porte un costume rappelant celui du film Détective privé.
- Comme la plupart des scènes en extérieur, le plan suivant a réellement été tourné à Rio, tout comme celui d'après (la maison des services secrets israéliens) qui fut tournée dans une maison construite par Oscar Niemeyer près de Rio, dans laquelle il vivait, bien que celle-ci fût un tant soit peu redécorée pour l'occasion.
- Le nom de la femme qui va aider OSS 117 dans sa mission, à savoir Dolorès Koulechov, est un hommage au cinéaste russe Lev Koulechov, inventeur de l'effet du même nom.
- Parmi les autres références cinématographies avouées de Michel Hazanavicius on trouve : L'Homme de Rio, Le Magnifique (notamment lors de la scène de la piscine), L'Affaire Thomas Crown, la série des Matt Helm (avec Dean Martin), Au service secret de Sa Majesté (notamment pour le costume du jardinier), Sueurs froides (scène de vertiges sur la statue du Christ Rédempteur) ou encore Le Vagabond de Tokyo ; références entrevues pour certaines dans La Classe américaine. Haut de la statue du "Christ rédempteur" du Français Landowski sur une hauteur de Rio

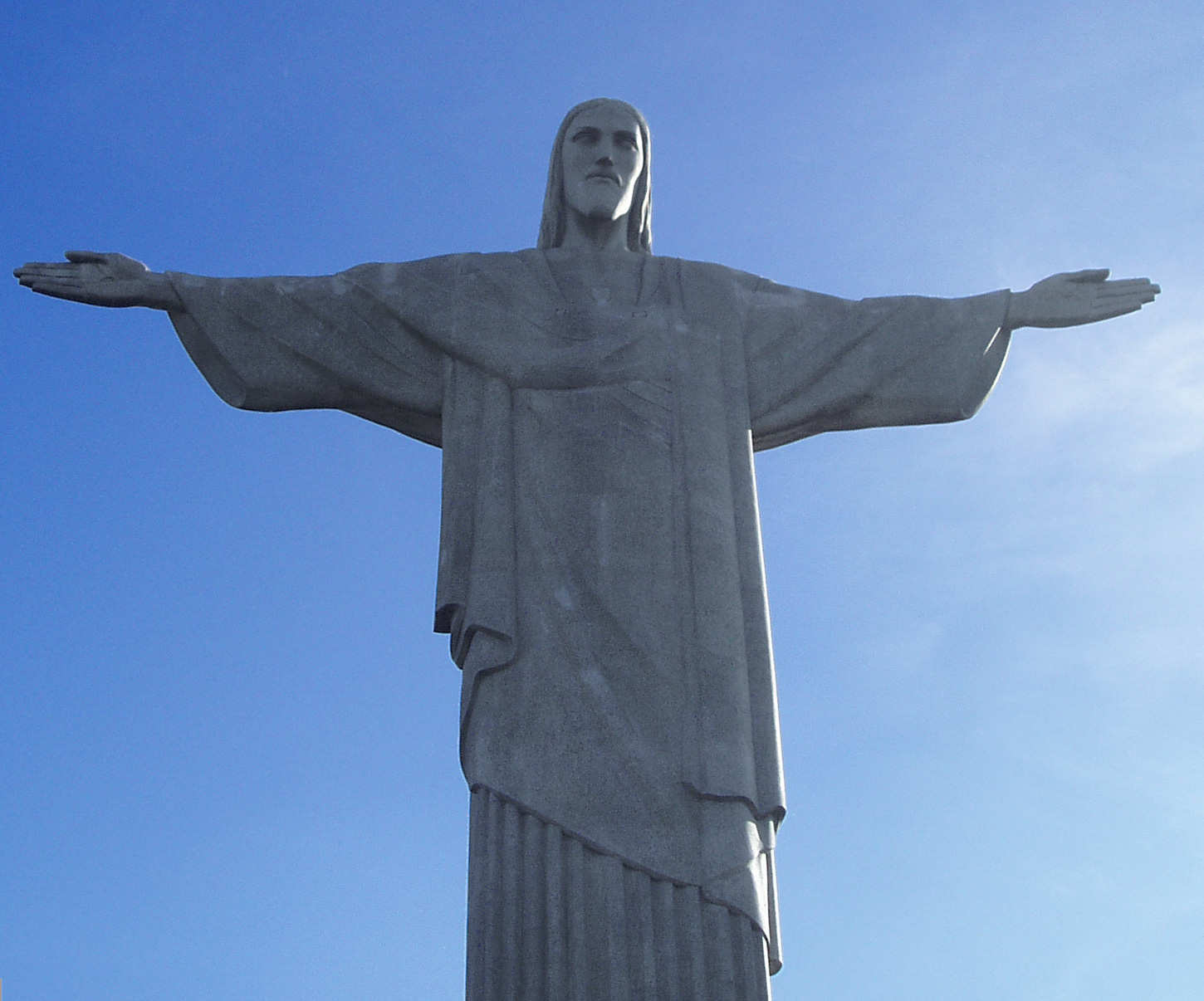
Haut de la statue du "Christ rédempteur" du Français Landowski sur une hauteur de Rio

- On peut également noter quelques clins d'œil à la saga Indiana Jones : 
  - Le pilote chinois qui quitte l'avion en parachute, laissant celui-ci hors de contrôle avec trois protagonistes à bord, finalement rescapés comme dans Indiana Jones et le Temple maudit.
  - La réplique « Hitler. Je déteste ce type. » qui fait écho au « Nazis. I hate those guys. » prononcé par Indiana Jones, ainsi que le tracé en rouge sur une carte du parcours des héros pendant la scène de course-poursuite en voiture comme dans Indiana Jones et la Dernière Croisade.
- D'autres références cinématographiques du film sont reconnaissables : The Big Lebowski (lorsqu'OSS passe un crayon sur le bloc-notes de Von Zimmel en espérant trouver un numéro de téléphone mais n'y découvre qu'un griffonage idiot). La Mort aux trousses, pour cette scène (le personnage de Cary Grant utilisant le même stratagème pour remonter sur les traces d'Eve Kendall) ; pour la poursuite dans les escaliers de la statue du Christ Rédempteur ; ainsi que la scène où OSS agrippe le poignet de Von Zimmel pour le sauver d'une chute dans le vide puis prend Dolorès dans ses bras (en écho à la scène finale du film d'Hitchcock) ; enfin, lorsque la voiture d'OSS 117 entre suggestivement dans le tunnel (rappelant la fin du film d'Hitchcock, où c'est le train qui entre dans le tunnel). Enfin, la scène de l'ascenseur où OSS 117 se joue de ses assaillants chinois et nazis est une référence à celle de La Mort aux Trousses (l'un des hommes de main de Von Zimmel est par ailleurs physiquement très proche de l'acteur de ce film).
- Lors de la scène de la course-poursuite en voiture de nuit, la conduite de Dolorès rappelle celle de Grace Kelly dans La Main au collet, tandis qu'OSS 117 parodie celle de Cary Grant (par la façon dont il prend les virages).
- Le gag récurrent des Chinois reprenant l'un après l'autre la réplique « Tu as tué mon frère, tu vas mourir ! » fait référence à la réplique culte de Mandy Patinkin, « Buenos Dias ! Yé m'appelle Inigo Montoya, tu as tué mon père, prépare-toi à mourir ! » dans le film Princess Bride réalisé par Rob Reiner en 1987[réf. nécessaire].
- Le discours final de Von Zimmel est une reprise de la célèbre tirade de l'usurier juif Shylock dans Le Marchand de Venise de William Shakespeare,

« Un Juif n'a-t-il pas des yeux ? Un Juif n'a-t-il pas des mains, des organes,
des dimensions, des sens, de l'affection, de la passion ; nourri avec
la même nourriture, blessé par les mêmes armes, exposé
aux mêmes maladies, soigné de la même façon,
dans la chaleur et le froid du même hiver et du même été
que les Chrétiens ? Si vous nous piquez, ne saignons-nous pas ?
Si vous nous chatouillez, ne rions-nous pas ? Si vous nous empoisonnez,
ne mourons-nous pas ? Et si vous nous bafouez, ne nous vengerons-nous pas ? »

— William Shakespeare, Le Marchand de Venise, acte III, scène 1
telle qu'elle a été utilisée par Ernst Lubitsch dans son film To be or not to be, où un des comédiens juifs l'adresse à son camarade qui joue le sosie d'Hitler, et aux nazis en général.
- Les deux agents du Mossad, Staman et Kutner, appellent OSS 117 « Double 1-7 » ou « 1-1-7 » en référence aux films de James Bond qui se fait appeler « Double 0-7 » ou « 0-0-7 ».
- Lors de l'arrivée d'Hubert sur la plage des hippies, après avoir fait la rencontre musclée avec Friedrich, on entend OSS 117, sur un plan large, demander à une jeune femme si elle cuisine des quiches lorraines. Michel Hazanavicius s'auto-parodie à travers cette réplique en faisant référence à la scène culte des « ouiches lorraines » dans son précédent film La Classe américaine, qui détourne un grand nombre de films des années 1970-1980.
- Les scènes de plage ainsi que le trajet effectué par Dolorès, Heinrich et OSS 117, font référence au film More de Barbet Schroeder.

### Musique
Le thème principal de OSS 117 "Rio ne répond plus" est un ré-arrangement de la musique brésilienne (version instrumentale) "os grillos" composée par le musicien Marcos Valle et sortie en 1968, année où se déroule le film.
Lors de la scène hippie, on peut entendre Lovin' You de Minnie Riperton ; on entend aussi un titre de Syd Dale (en) : The Groupie.
Lors de la scène de la réception allemande, on peut entendre The Girl from Ipanema chantée en allemand.
La musique et le Vertigo shot lors de la course poursuite dans les escaliers du Corcovado ont été réalisés en hommage une nouvelle fois à Hitchcock et à Bernard Herrmann, compositeur de nombreuses musique de films d'Hitchcock. La musique reprend le thème principal de La Mort aux trousses et le Vertigo shot est un clin d'œil non masqué à la scène d'ouverture de Vertigo.
La musique qu'on entend lorsque le trio se déplace dans la jungle au bord du fleuve est un hommage au thème musical d'Henry Mancini du film HATARI .

### Génériques
Pour le tout premier générique de début (où n'apparaissent que les sigles des maisons de production), c'est le vieux logo de Gaumont qui a été utilisé, tout comme dans OSS 117 : Le Caire, nid d'espions. Cependant, le logo de « Mandarin film » a évolué : on y voit maintenant inscrite la phrase mandarine : « Celui qui lit cela est un Chinois. »
Dès la première scène de pré-générique de début, un hommage est rendu à Jean-Claude Killy, avec le pull-fuseau que porte OSS 117, copie conforme, grâce aux bons soins de la costumière Charlotte David, à celui que le skieur français portait dans un film publicitaire emblématique des années 1960. La musique de cette première scène sur laquelle Hubert danse le twist entouré de Chinoises est Gentle on my Mind de Dean Martin, Dean Martin que l'on retrouve à la fin du film avec Everybody Loves Somebody. Elle fut mise en boîte en fin de tournage en studio à Arpajon. Dans cette scène, comme dans d'autres d'ailleurs, on peut remarquer l'utilisation de « split screens » (écran divisé) signés Laurent Brett (graphiste, auteur aussi du générique de OSS 117 : Le Caire, nid d'espions), qui étaient très utilisés à l'époque (ex. : L'Affaire Thomas Crown, générique de la série Mannix, etc.).

### Bande annonce
La voix de la bande-annonce radio est celle du comédien Pierre Tissot. Celle du film fait un clin d'œil à Roger Moore, célèbre interprète du personnage de James Bond, en indiquant dans un jeu de mots simpliste : « OSS 117, un peu de Roger, beaucoup d'humour. » (dans le premier : « OSS 117, un peu de Sean, beaucoup de conneries. »)

## Distinctions

### Récompenses
- Prix Jacques-Deray du film policier français 2010.

### Nominations
- Festival international du film policier de Beaune 2009 : hors compétition
- Festival international du film fantastique de Puchon 2009 : meilleur film
- City of Lights, City of Angels 2009 : en compétition
- Festival du film d'Agde 2009 : en compétition
- Globes de cristal 2010 : meilleur film et meilleur acteur pour Jean Dujardin
- César 2010 : meilleurs décors, meilleurs costumes
- Magritte du cinéma 2011 : meilleur acteur dans un second rôle pour Laurent Capelluto

## Suite
En mai 2019, il est annoncé que Nicolas Bedos réalisera le 3e film des aventures d'OSS 117 avec Jean Dujardin. Michel Hazanavicius a annoncé être pris par un autre projet et qu'il n'avait pas apprécié le scénario. Le tournage s'effectue à l'automne 2019. En septembre 2019, la Gaumont annonce la sortie pour le 3 février 2021 du film intitulé OSS 117 : Alerte rouge en Afrique noire.. Le film est finalement sorti sur les écrans le 4 août 2021.